# Jávor András
Jávor András (Baja, 1947. február 23. –) orvos, a Nemzeti Erőforrás Minisztérium közigazgatási államtitkára (2010–2012).

## Pályafutása

### Tanulmányai
1972-ben diplomázott a Semmelweis Orvostudományi Egyetemen általános orvosként. 1977-ben belgyógyász szakorvosi vizsgát tett, majd 1981-ben társadalomorvostan szakorvos lett. Angolul és németül beszél.

### Szakmai pályafutása
Pályáját 1971-ben kezdte mentőtisztként az Országos Mentőszolgálatnál. 1972-től 1986-ig Szekszárdon a Tolna Megyei Kórház belgyógyásza, később a Dokumentációs és Információs Központ vezető-főorvosa volt. 1986 és 1990 között a Népjóléti Minisztérium Gyógyító Ellátás Információs Központjának volt az igazgatója Szekszárdon. 1988-tól 1990-ig a Szociális és Egészségügyi Minisztérium Egészségügyi Reformtitkárságának volt a vezetője. 1990-től 1994-ig a Népjóléti Minisztérium közigazgatási államtitkára. 1994-től 2010-ig egészségügyi tanácsadó. 2001-ben az egészségügyi miniszter főtanácsadója, majd a Népegészségügyi Programiroda programigazgatója. Emellett 1999 és 2002 között a SOTE Informatikai Központban az oktatás megbízott vezetője. 2007-től 2008-ig a TÁRKI- Egészség Tudásközpont vezetője. 2002-től 2010-ig a SOTE Egészségügyi Informatikai Intézet megbízott igazgatója.

### Közéleti megbízatásai
1995-től 1996-ig, majd 2003-tól 2010-ig a Kereszténydemokrata Néppárt Egészségügyi Szakbizottságának elnöke. 1997-től 2003-ig a Magyar Kereszténydemokrata Szövetség Egészségügyi Bizottságának elnöke. 2001 és 2004 között az Egészségügyi Informatikai Szakmai Kollégium elnöke. 2010-ig a Magyar Telemedicina és eHealth Társaság elnöke.

## Családja
Nős, három gyermek édesapja.

## Díjai, elismerései
- Szent-Györgyi Albert-díj (2012)
- A Magyar Érdemrend középkeresztje a csillaggal (2017)